# 世界名作童話 白鳥の湖
- 東映まんがまつり > 世界名作童話 白鳥の湖
- 白鳥の湖 > 世界名作童話 白鳥の湖

『世界名作童話 白鳥の湖』（せかいめいさくどうわ はくちょうのみずうみ英文タイトル：Swan Lake）は、日本のアニメ映画作品。
キャッチコピーは「愛は魔法に勝つか」、「オデット姫を救うため 王子は駆ける、駆ける悪魔の森を 心うつ美しい旋律、胸おどる物語 いま感動の伝説が雄大なスケールでよみがえる」
バレエで名高いチャイコフスキーの『白鳥の湖』を題材としたアニメ作品で、東映動画（現：東映アニメーション）創立25周年を記念して製作された。そして映画冒頭では「東映動画創立25周年記念映画」がクレジット（創立記念映画初）され、また同クレジットには初めて東映動画のシンボルマーク「『長靴猫シリーズ』のペロ」が添えられた。公開は、1981年3月14日。「東映まんがまつり」内の一本として上映された。
文部省（現：文部科学省）推薦作品ともなった。配給収入は7.1億円。
上映時間は「75分」だが、「まんがまつり」新作長編アニメで「70分」を超えたのは1979年3月17日公開の『龍の子太郎』以来2年振りにして事実上最後。
なお『世界名作童話 白鳥の湖』は正式タイトルだが、オープニングタイトル部では『世界名作童話』は省かれている（シリーズ初）。これはシリーズ次作にして最終作『世界名作童話 アラジンと魔法のランプ』も同じ。

## あらすじ
王子ジークフリードは、花嫁選びの舞踏式の前日、湖で金色の冠を被った気高い白鳥を見つけ、その白鳥の後を付け、白鳥が美しい女性に変身するところを目撃する。
その娘オデットは、元はある国の王女だったが、邪悪な魔法使いのロードバルドに結婚を迫られ、それを断ったことにより国と肉親を滅ぼされ、昼は白鳥に変えられる呪いをかけられていた。その呪いを解くには、心からオデットを愛する人が現れることが必要なのだという。
オデットに惹かれたジークフリードは明日の舞踏会に来て欲しいと頼み、そこで愛の告白をするとしオデットもそれを心から了承するが、そのことを娘のオディールから聞きつけたロードバルドはオデットを館に幽閉し、代わりにオディールを花嫁選びに差し向ける。

## スタッフ
- 配給：東映
- 製作：東映動画、今田智憲
- 監督：矢吹公郎
- 企画：有賀健、勝田稔男
- 演出：矢吹公郎
- 作画監督：野田卓雄
- 脚本：布勢博一
- 協力：いがらしゆみこ （キャラクターデザイン）
- 撮影監督：目黒宏
- 音楽：ペータ・チャイコフスキー
- 演奏：ステファン・ゾルテス、ウィーン交響楽団
- 美術監督：辻忠直
- 録音：波多野勲
- 音響効果：依田康夫
- 予告編ナレーター：北浜晴子
- 編集：千蔵豊

## 主題歌・揷入歌
主題歌「愛のみずうみ」
作詞 - 武鹿悦子 / 作曲・編曲 - 若松正司 / 歌 - 石毛恭子
挿入歌「かがやく春の日」
作詞 - 武鹿悦子 / 作曲・編曲 - 若松正司 / 歌 - 石毛恭子

## 内容
基本的に原作と同じ恋愛作品となっているが、悲劇的な結末がハッピーエンドに改変されており、原作から改変された場面も多い。またオデットの他にロードバルドに呪いをかけられ、白鳥に変えられた娘達は登場しない。また、主題歌はチャイコフスキーのバレエ音楽「白鳥の湖」のアレンジ。

## 登場キャラクター
オデット
声：竹下景子
元はある国の王女。
その美しさから魔法使いのロッドバルドに求婚されたが、それを断ったために故郷と親族を滅ぼされてしまい、昼間は自分を愛する男性が現れないように白鳥に姿を変えられ普通の白鳥たちと共に過ごしていた。
ジークフリードのことを直接出会う前から慕っており、王子の求愛を喜んで受けいれる清純な心を持つ女性。
ジークフリード
声：志垣太郎
気高く、凛々しい心を持つ王子。
父である先代国王亡き後、成人式の日に后を選ぶことを母から命じられていたが、湖で出会った冠を被った白鳥に心惹かれ、その後を追って、白鳥がオデットであることを知る。
オデットのことを心から愛し、彼女を救うために命を賭けるようになる。
ロードバルド
声：小池朝雄
オデットを白鳥に変え、その故郷を滅ぼした邪悪な魔法使いで、昼間と飛ぶ時はフクロウとなるフクロウの精。
オデットに何度も求愛をするが断られ、そのため、王子の后選びに向かおうとするオデットを屋敷に閉じこめてしまう。
その強力な魔力でジークフリードを翻弄し、絶体絶命の危機に追い込むが、自らに剣を突き刺し愛を貫くジークフリードとオデットに敗れ、消滅してしまう。
オディール
声：麻上洋子
ロードバルドの娘の魔女で、父と同様にフクロウの精。
冷酷で手段を選ばない性格で、オデットになりすましてジークフリードをたぶらかし、その求愛を断られるとジークフリードをも殺そうとするが、ロードバルドと共に愛の力に敗れ、消滅した。
マルガリータ
声：白石冬美
森に住む雌のリス。
気が強く、恋人のハンスを尻に強いている。
ジークフリードのことを慕い、オデットとジークフリードの恋が成就するように願って、ハンスと共に世話を焼くようになる。
心の奥底ではハンスが好きだったらしく、彼が石化された時は悲しみに号泣した。ロードバルドとオディールが滅んだことにより、元に戻ったハンスとめでたく相思相愛に。
ハンス
声：松金よね子
マルガリータと同じ森に住む雄のリス。
やや気が弱いところがあり、そのために恋人マルガリータにいいように使われているが、彼女の頼みを何かと聞き入れている。
王妃
声：中西妙子
ジークフリードの母親で、先代王の后。
ジークフリードが早く立派な跡継ぎとなってくれることを願っていて、成人式の日に后選びをさせる。ロードバルドの恐ろしい力に息子を引き留めようとするが、オデットを愛するジークフリードを止めることはできなかった。
ベンノ
声：村山明
ジークフリードの家臣。
ジークフリードやアドルフと共に湖の畔で冠を被った白鳥に出会う。
冠の白鳥が魔法を使うと思いこみ、その白鳥に惹かれるジークフリードの身を案じる。
アドルフ
声：寺田誠
ジークフリードの家臣。
冠の白鳥を射止めようとすることがジークフリードのためだと勘違いして狙うが、そのためにロードバルドの魔力によって、石に変えられてしまう。
最後にロードバルドが消滅したことによって、元に戻った。
大臣
声：八奈見乗児
カテリーナ
声：川島千代子
フランシーヌ
声：中野聖子

## 製作
本作は当時としてはまだ珍しかったPCM録音で音楽を取り入れ、劇中にオリジナルのクラシックミュージックを取り入れることに成功した。挿入歌以外はほとんど、原曲が使われている。尚、発売されたサントラ盤（LP）は、日本コロムビアの1レーベルであった「DENON（当時の発音はデンオン。現在はデノンと発音する）」で、アニメ音楽としては当時、唯一無二の『PCM（「PCM」は日本コロムビアの登録商標）録音』を売りにしていた。
当時の人気女優である竹下景子の主役起用でも話題を呼び、『長靴をはいた猫』の矢吹公郎を監督に据えたことで、小池朝雄演じる魔法使いのロッドバルドのキャラクターを、『長靴をはいた猫』の悪役である魔王ルシファーへのオマージュという形で見る人もいる。
製作にはアクシデントもあり、公開前に製作した3000枚の動画が盗まれたという事件も起こり、現在でもアニメ界を揺るがした事件の一つ（同時期、東京ムービーでも、『あしたのジョー』の原画が盗まれた）として知られている。現場盗難にある東映アニメーション 旧大泉スタジオと東京ムービーは、現在ではいずれも現存していない。
現在では初公開時とは異なり、東映洋画・東映ユニバースフィルム・東映クラシックフィルム・TOEI TRY△NGLE配給作品と同様、再公開時は東映の直営劇場にて上映されず、東映系のシネマコンプレックスであるティ・ジョイにて上映する可能性がある。東映の直営劇場は、2025年7月27日をもって全面閉館した。それに伴い、同年8月1日付で東映内の部署「映画興行部」を廃止し、映画興行事業を完全子会社のティ・ジョイに一本化する形で引き継がれた。

## 映像ソフト
- 東映ビデオからビデオソフト（VHS）化はされたが既に廃盤、現在はDVD化はされていない（単独または「復刻!東映まんがまつり」版でも）。ただし、アメリカでは、ディスコテック・メディア（英語版）からDVD化はされた。

## 同時上映
| タイトル                                                | 原作               | （声の）出演                                                                                     |
| ------------------------------------------------------- | ------------------ | ------------------------------------------------------------------------------------------------ |
| 仮面ライダースーパー1                                   | 石森章太郎         | 高杉俊介、塚本信夫、幸田宗丸、三木敏彦、加地健太郎                                               |
| タイムパトロール隊オタスケマン アターシャの結婚披露宴!? | タツノコプロ企画室 | 水島裕、島津冴子、山ノ内真理子、小原乃梨子、八奈見乗児、たてかべ和也、山本正之、池田勝、滝口順平 |
| 一休さん 春だ! やんちゃ姫                               | （なし）           | 藤田淑子、宮内幸平、桂玲子、野田圭一、山田俊司                                                   |

全て劇場用新作。